# 芳州
芳州（ほうしゅう）は、中国にかつて存在した州。
北周の建徳年間に設置された。605年（大業元年）、隋代により廃止され、その管轄区域は扶州に移管された。